# Никончук, Валентина Григорьевна
Валентина Григорьевна Никончук (род. 19 ноября 1940) — украинский советский деятель, художник Полонского завода художественной керамики Хмельницкой области. Депутат Верховного Совета СССР 9-11-го созывов.

## Биография
Родилась в 1940 году. Украинка.
Получила среднее образование. Была беспартийной.
С 1958 года работала живописцем на Полонском заводе художественной керамики в городе Полонное Хмельницкой области.
16 июня 1974 года была избрана депутатом Совета Союза Верховного Совета СССР девятого созыва от Шепетовского избирательного округа № 560 Хмельницкой области. Была в этом Совете членом Комиссии по торговле, бытовому обслуживанию и коммунальному хозяйству Советского Союза.
В 1984 году вновь была выдвинута кандидатом в депутаты Верховного Совета СССР. 4 марта 1984 года была избрана депутатом Совета Союза Верховного Совета СССР одиннадцатого созыва от Шепетовского избирательного округа Хмельницкой области.
Дети: дочь Тамара 1962 г.,
сын Александр , 1965 г.
Потом — на пенсии в городе Полонное Хмельницкой области.

## Награды
- орден «Знак Почёта»[4]
- орден Трудовой Славы III степени[4]
- орден Трудовой Славы II степени[источник не указан 333 дня]
- медаль «За доблестный труд. В ознаменование 100-летия со дня рождения Владимира Ильича Ленина» (1970)[источник не указан 333 дня]
- медали[источник не указан 333 дня]